# Juan López de Zárate

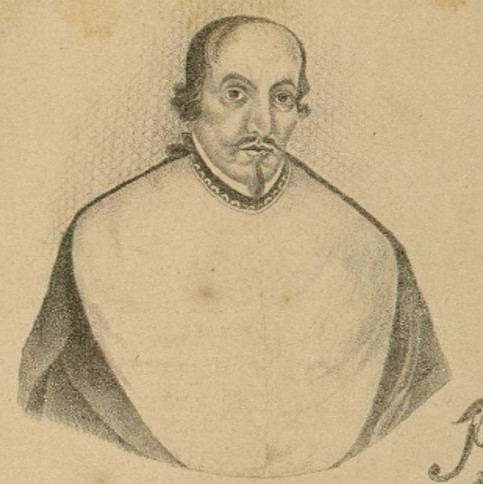
Juan López de Zárate (fiktives Porträt, 1888)

Juan López de Zárate (* 24. Juni 1490 in Oviedo, Asturien, Spanien; † 10. September 1555 in Mexiko-Stadt) war ein spanischer Geistlicher und von 1535 bis zu seinem Tod erster Bischof von Antequera (alter Name von Oaxaca), Mexiko.

## Leben und Werk
Juan López de Zárate besuchte das Priesterseminar in seiner Heimatstadt Oviedo, studierte Theologie und Kirchenrecht und erhielt die Priesterweihe. Karl V. berief ihn an den Hof – sowohl als Beichtvater seiner Mutter Johanna, der Witwe Philipps des Schönen, als auch als Ratgeber. Nach der Errichtung des Bistums Antequera im Jahr 1535 entsandte er mit Zustimmung des Papstes Juan López de Zárate als ersten Bischof dorthin. Zwei Jahre nach seiner Ankunft in Mexiko erhielt er die Bischofsweihe.
Er widmete sich dem Bau einer ersten Bischofskirche, die jedoch durch Erdbeben mehrfach beschädigt und schließlich abgerissen wurde. Außerdem entsandte er Priester in die – ansonsten vom Dominikanerorden spirituell versorgten – Dörfer der Umgebung. Er war allgemein anerkannt wegen seiner Fürsorge für die Armen und wegen seiner Fähigkeiten als Redner. Daneben unternahm er mehrere Reisen durch sein Bistum. Er starb während eines Provinzialkonzils in Mexiko-Stadt, wurde aber im Kloster Santo Domingo de Guzmán in Oaxaca beigesetzt.